# Норма обязательных резервов
Норма обязательных резервов — установленная законом доля обязательств коммерческого банка по привлечённым депозитам, которую банк должен держать в резерве либо в виде депозита в центральном банке, либо в виде наличности у себя. Норма обязательных резервов устанавливает величину гарантийного фонда коммерческого банка, обеспечивающего надежное выполнение его обязательств перед клиентами. В первую очередь, используется центральным банком как инструмент регулирования денежной массы в экономике.
Норма обязательных резервов является инструментом денежно-кредитной политики, так как определяет, какую часть привлечённых депозитов банк может направить на предоставление кредитов. Чем выше норма, тем меньше возможностей для кредитования экономики.

## Регулирование
Норма обязательных резервов устанавливается органами банковского надзора. Обычно эта функция возлагается на центральные банки. Норма может быть различной для различных категорий привлечённых средств. Обычно она меняется в зависимости от вида контрагента (юридическое или физическое лицо), срока (краткосрочные и долгосрочные вклады и депозиты) и валюты (национальная или иностранная валюта). Поэтому рассчитывают среднее значение нормы как отношение всех сформированных резервов ко всем привлечённым средствам.
В зависимости от величины обязательных резервов различают два основных типа банковским систем.
1. Банковская система с полным резервированием. Норма обязательных резервов равна 100 %.
2. Банковская система с частичным резервированием. Норма обязательных резервов меньше 100 %.

В первом случае банки выполняют роль хранилища денег, так как не могут выдавать кредиты за счёт привлечённых средств. Они зарабатывают на других услугах, а не на кредитовании. Наиболее распространена система с частичным резервированием, в которой банки могут использовать привлечённые средства для выдачи кредитов. В некоторых случаях норма обязательных резервов может быть равна нулю.

## Денежный мультипликатор
Норма обязательных резервов влияет на величину денежного мультипликатора, который показывает, во сколько раз банковская система может расширить денежную массу за счёт выдачи кредитов. Чем больше норма, тем меньше возможностей и тем меньше величина мультипликатора. Из-за влияния на величину мультипликатора резервные требования являются инструментом денежно-кредитной политики.

## В России
В России норма обязательных резервов устанавливается Банком России. Нормы обязательных резервов, установленные с 1 июля 2019 года норма приведены ниже.
| Вид обязательств | Норма, %                        | Норма, %                  | Норма, %                           |
| --- | ------------------------------- | ------------------------- | ---------------------------------- |
| Вид обязательств | Банки с универсальной лицензией | Банки с базовой лицензией | Небанковские кредитные организации |
| по обязательствам перед юридическими лицами-нерезидентами, за исключением долгосрочных, в валюте Российской Федерации | 4,75                            | 4,75                      | 4,75                               |
| по обязательствам перед юридическими лицами-нерезидентами, за исключением долгосрочных, в иностранной валюте          | 8,00                            | 8,00                      | 8,00                               |
| по долгосрочным обязательствам перед юридическими лицами-нерезидентами в валюте Российской Федерации                  | 4,75                            | 4,75                      | 4,75                               |
| по долгосрочным обязательствам перед юридическими лицами-нерезидентами в иностранной валюте                           | 8,00                            | 8,00                      | 8,00                               |
| по обязательствам перед физическими лицами в валюте Российской Федерации                                              | 4,75                            | 1,00                      | 4,75                               |
| по обязательствам перед физическими лицами в иностранной валюте                                                       | 8,00                            | 8,00                      | 8,00                               |
| по иным обязательствам, за исключением долгосрочных, в валюте Российской Федерации                                    | 4,75                            | 1,00                      | 4,75                               |
| по иным обязательствам, за исключением долгосрочных, в иностранной валюте                                             | 8,00                            | 8,00                      | 8,00                               |
| по долгосрочным иным обязательствам в валюте Российской Федерации                                                     | 4,75                            | 1,00                      | 4,75                               |
| по долгосрочным иным обязательствам в иностранной валюте                                                              | 8,00                            | 8,00                      | 8,00                               |
| Коэффициент усреднения обязательных резервов, применяемый для расчета усредненной величины обязательных резервов      | 0,80                            | 0,80                      | 1,00                               |